# Joe Skubitz

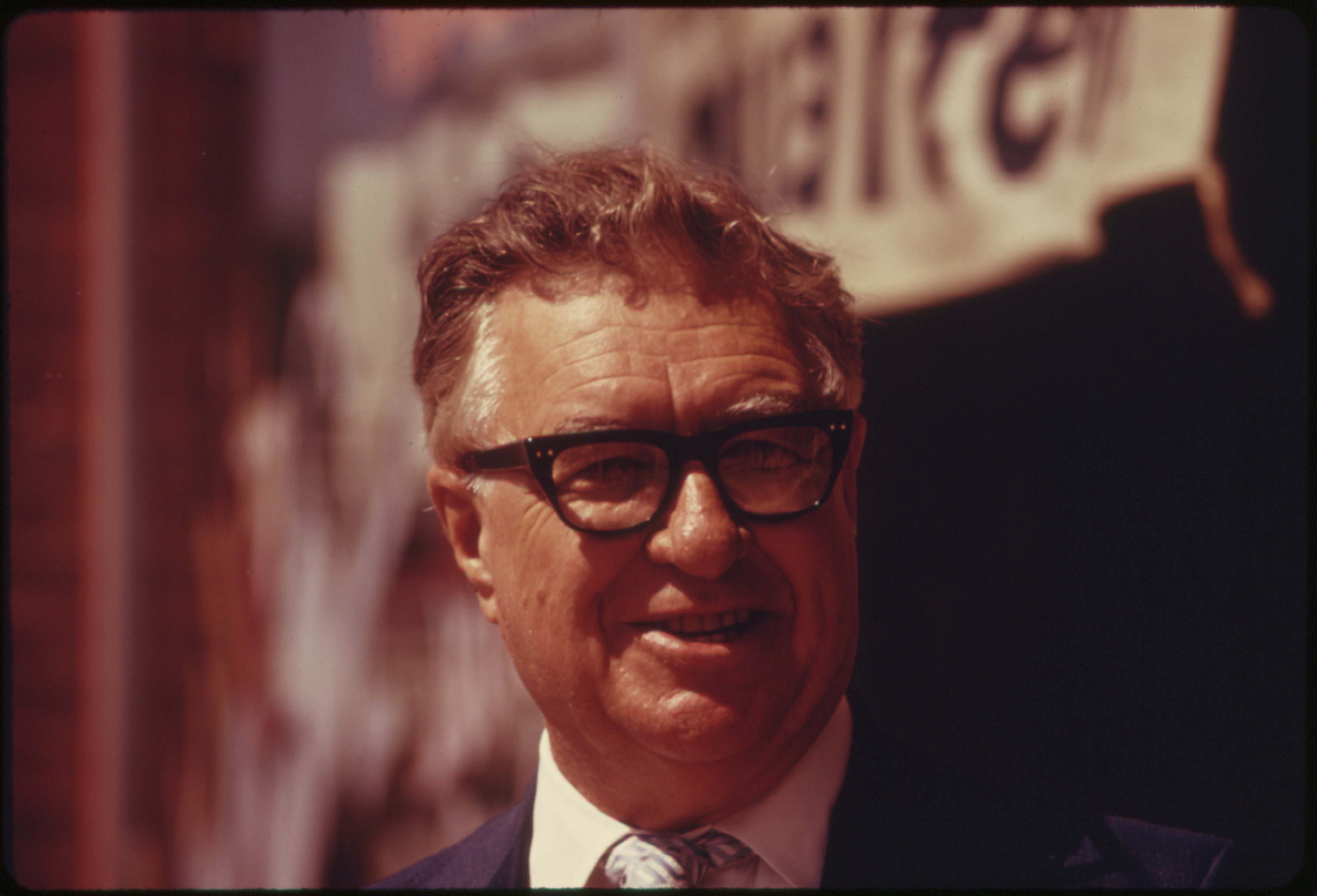
Joe Skubitz (1974)

Joe Skubitz (* 6. Mai 1906 in Frontenac, Crawford County, Kansas; † 11. September 2000 in Wichita, Kansas) war ein US-amerikanischer Politiker.
Skubitz besuchte das Kansas State College in Pittsburg und erhielt dort 1929 seinen Bachelor of Science sowie 1934 seinen Master of Science. Danach besuchte er 1938 die Law School der Washburn University in Topeka, und später auch die Law School der George Washington University in Washington, D.C., wo er dann 1944 seinen Bachelor of Laws (LL.B.) erhielt. Noch im selben Jahr wurde Skubitz in die Anwaltschaft aufgenommen und begann nun in Kansas und dem District of Columbia als Anwalt zu praktizieren.
Skubitz war von 1939 bis 1949 als Assistent für Senator Clyde M. Reed sowie von 1949 bis 1962 für Senator Andrew Schoeppel tätig. Bei der Republican National Convention 1960 nahm er als Delegierter teil. Bei der Kongresswahl 1962 wurde Skubitz als Republikaner in den Kongress gewählt und vertrat dort vom 3. Januar 1963 bis zu seinem Rücktritt am 31. Dezember 1978 den Bundesstaat Kansas im Repräsentantenhaus der Vereinigten Staaten. An der Kongresswahl 1978 nahm Skubitz nicht mehr teil. Er starb am 11. September 2000 in Wichita und wurde auf dem dortigen Old Mission Cemetery beigesetzt.